# Dee Kantner
Dee Kantner est une arbitre américaine de basket-ball née le 3 mai 1960.
Elle est, avec Violet Palmer, l'une des deux premières femmes à officier en National Basketball Association (NBA).
Dee Kantner a arbitré de nombreuses années en National Collegiate Athletic Association (NCAA), au Championnat du monde FIBA féminin de 1998 et aux Jeux olympiques d'été de 2000.

## Biographie

### Jeunesse et études
Dee Kantner grandit à Reading, en Pennsylvanie. Elle passe un diplôme d'ingénieur en mécanique à l'Université de Pittsburgh grâce à une bourse de hockey sur gazon. En 1982, en dernière année, elle arbitre ses premiers matchs d'école primaire puis devient représentante commerciale à Asheville, en Caroline du Nord,.

### Carrière
Dee Kantner commence sa carrière d'arbitre en 1984 en officiant lors de matchs féminins de première division de basket-ball universitaire en National Collegiate Athletic Association. Elle est rapidement nommée responsable de la division et quitte l'ingénierie.
En 1995, elle est invitée avec Violet Palmer à arbitrer des matchs de présaison de la National Basketball Association. C'est la première fois que des femmes tiennent le sifflet à ce niveau.
Deux ans plus tard, en 1997, elles sont embauchées par la NBA et deviennent les deux premières femmes arbitres de la ligue. Âgée de 37 ans, elle fait ses débuts au mois de novembre lors d'une rencontre entre les Hawks d'Atlanta et les 76ers de Philadelphie. Elle y reste jusqu'en 2002, date à laquelle elle est remerciée.
Dee Kantner poursuit sa carrière en Women's National Basketball Association (WNBA), devenant directrice du développement des arbitres jusqu'en 2004. Elle y a déjà travaillé en tant que superviseure des officiels durant la saison 1997-1998, rôle qu'elle reprend en 2004.
En NCAA, Dee Kantner a arbitré lors de plus de vingt Final four dont une dizaine de finales. Elle a également été arbitre au Championnat du monde FIBA féminin de 1998, aux Jeux olympiques d'été de 2000 et à la Continental Basketball Association.